# Gheorghe Onișoru
Gheorghe Onișoru (n. 29 iulie 1963, Iași) este un istoric român, care a deținut funcția de președinte al Colegiului Consiliului Național pentru Studierea Arhivelor Securității (CNSAS) în perioada 2000-2006, fiind primul președinte al acestei instituții.

## Biografie
Gheorghe Onișoru s-a născut la data de 29 iulie 1963 în orașul Iași. A absolvit Facultatea de Istorie-Filozofie din cadrul Universității "Al. Ioan Cuza" din Iași în anul 1987. Urmează apoi cursuri de doctorat în cadrul aceleiași universități, în urma cărora obține titlul științific de Doctor în istorie în anul 1995), cu teza de doctorat: "Alianțe și confruntări între partidele politice din România, 1944-1947".
În paralel, a fost profesor de istorie la țară, apoi din anul 1991 lucrează în postul de cercetător științific la Institutul de Istorie "A.D. Xenopol" din Iași, devenind apoi membru în Consiliul științific al Institutului de Istorie "A. D. Xenopol" din Iași (1995-2003). În această calitate, a lucrat alături de alți cercetători la o Istorie a Partidului Național Liberal, apărută în anul 1997 sub coordonarea lui Șerban Rădulescu-Zoner, la acea vreme deputat liberal.
A fost membru în colegiile de redacție ale Anuarului Institutului de Istorie "A. D. Xenopol" din Iași, Arhivele totalitarismului - București, Cercetări istorice - Iași, Analele Facultății de Istorie de la Universitatea Spiru Haret - București și Arhivele Securității - București. De asemenea, a efectuat o serie de documentări științifice în Franța, Polonia, China, Germania, Ungaria, Republica Moldova, Bulgaria, Statele Unite, Olanda etc.

## Președinte al CNSAS (2000-2006)
Odată cu înființarea Colegiului Consiliului Național pentru Studierea Arhivelor Securității (CNSAS), la 8 martie 2000 a fost validat primul Colegiu al CNSAS, condus de către istoricul Gheorghe Onișoru (propus de către PNL). CNSAS este condus de un Colegiu compus din 11 membri numiți de Parlamentul României pentru un mandat de 6 ani. Istoricul Gheorghe Onișoru a deținut funcția de președinte al Colegiului Consiliului Național pentru Studierea Arhivelor Securității (CNSAS) în perioada marie 2000-martie 2006.
Mandatul său la CNSAS este caracterizat printr-o slabă activitate a acestei instituții, un număr mic de dosare de colaboratori cu fosta Securitate fiind făcute publice. În octombrie 2002, neînțelegerile din cadrul Colegiului CNSAS s-au acutizat, instituția scindându-se de facto în două tabere: una condusă de către președintele Gheorghe Onișoru și cealaltă, în fruntea căreia se aflau Andrei Pleșu, Mircea Dinescu și Horia Roman Patapievici. De mai multe ori s-a pus în discuție schimbarea din funcție a lui Onișoru, dar nu s-a reușit aceasta din lipsă de cvorum, reprezentanții PSD și PRM lipsind de la dezbateri.
Printre altele, perioada în care CNSAS-ul a fost condus de către Onișoru s-a remarcat și printr-o serie de poziții controversate, cum ar fi declararea în octombrie 2004 a faptului că senatorul Corneliu Vadim Tudor nu a făcut poliție politică. Direcția de Investigare a Fraudelor din cadrul Inspectoratului General al Poliției Române a început în septembrie 2006 o cercetare penală la adresa lui Gheorghe Onișoru cu privire la suspiciunea existenței unor deconturi ilegale de două miliarde de lei vechi.
În octombrie 2006, liderul liberal Mona Muscă a caracterizat astfel perioada în care Onișoru a condus CNSAS: "A fost depășit de funcția avută. L-a intimidat politica." 

## Activitatea ulterioară
În paralel, din anul 2002, Gheorghe Onișoru a devenit profesor universitar și decan al Facultății de Istorie din București din cadrul Universității "Spiru Haret". Este titular al cursurilor: Istoria contemporană universală (1918–1939) și Istoria contemporană universală (1939–2005). De asemenea, Prof. Onișoru predă și la Universitatea "Dunărea de Jos" din Galați, cursuri de istorie contemporană universală și istoria totalitarismului.
În paralel, el deține și funcțiile de cercetător științific principal I la Institutul Național pentru Studiul Totalitarismului (I.N.S.T.) și conducător de doctorat din anul 2002.
Este totodată membru al Consiliului Științific al Institutului Revoluției Române.
In prezent preda cursuri si la Facultatea de Relatii Internationale si Studii Europene din cadrul Universității "Spiru Haret".

## Lucrări publicate
- Alianțe și confruntări între partidele politice din România, 1944-1947 (Ed. Fundația Academia Civică, București, 1996);
- România în anii 1944-1948 - Realități economice și transformări sociale (Ed. Fundația Academia Civică, București, 1998);
- Istoria Partidului Național Liberal (autori: Gh. Cliveti; Apostol Stan; Șerban Rădulescu-Zoner; Gh. Onișoru; Dumitru Șandru) (Ed. Bic All, București, 2000);
- Instaurarea regimului comunist în România (Ed. CNSAS, București, 2001);
- Totalitarism și rezistență, teroare și represiune în România comunistă (coord. prof. univ. dr. Gheorghe Onișoru) (București, 2001);
- Mișcarea armată de rezistență anticomunistă din România. 1944-1962 (coord. prof. univ. dr. Gheorghe Onișoru) (Editura Kullusys, București, 2003);
- Istoria contemporană universală după 1945 (Ed. Fundației România de Mâine, București, 2004).